# Lucilia silvarum
Lucilia silvarum is een vliegensoort uit de familie van de bromvliegen (Calliphoridae). De wetenschappelijke naam van de soort is voor het eerst geldig gepubliceerd in 1826 door Meigen.

## Kenmerken
Zoals alle echte vliegen hebben volwassenen een enkel paar vleugels, en zoals de meeste Calliphoridae hebben ze een karakteristieke metaalachtige kleur en pluimachtige aristae. De volwassenen (imago) van Lucilia silvarum blijken over het algemeen tussen de 4,5 en 10 mm te zijn. Ze zijn moeilijk te onderscheiden van veel nauw verwante groene vliegen.
De larven zijn typisch ongeveer 2 mm lang wanneer ze voor het eerst uitkomen, en groeien in grootte tot ongeveer 17 mm.

## Verspreiding
De vlieg is warmte minnend en  hij wordt meestal aangetroffen in gebieden met temperaturen tussen 24 ° C en 29 ° C. Lucilia silvaru komt voor in de landen: China, Denemarken, Verenigde Staten, Finland, Zuid-Noorwegen, Noord-Afrika, Rusland en Canada.

## Levenscyclus
De levenscyclus begint met het paren van de mannelijke en vrouwelijke soort van de vlieg. Na voltooiing begint het vrouwtje met het leggen van eieren en legt ze de eieren op een interessante plaats, meestal aas. Als de eieren eenmaal zijn gelegd, duurt het ongeveer een volle dag voordat ze uitkomen, wat een korte tijd is voor vliegen. Bij het uitkomen beginnen de larven de drie stadia van larvale ontwikkeling die consistent zijn met deze familie. De eerste fase vindt ongeveer na 2 dagen plaats, terwijl de tweede fase na 2 en een halve dag plaatsvindt en ten slotte de derde fase na ongeveer 4 tot 5 dagen.
Na de derde fase van de ontwikkeling van de larven beginnen ze weg te zwerven van hun oorspronkelijke rustplaats. Tijdens deze fase worden de larven prepoppen genoemd. Deze fase vindt meestal plaats 8-12 dagen nadat de eieren zijn gelegd en de larven bereiken afmetingen tot 12 mm. Ten slotte zullen de prepoppen na ongeveer 18-24 dagen een pop beginnen te worden, afhankelijk van de atmosferische omstandigheden.

## Ecologie
Larven van de familie Calliphoridae zijn typisch aaseters van aas en mest, maar deze soort is ook berucht vanwege het infecteren van necrotisch weefsel bij dieren en mensen. De volwassenen voeden zich meestal met nectar en andere beschikbare zoete vloeistoffen.
Bovendien is Lucilia Silvarum een van de twee soorten vleesvliegen die myiasis bij kikkers veroorzaken. Dit is bijna altijd dodelijk voor de gastheer. De volwassen vleesvliegen leggen hun eieren op de ruggen van de anurans en na een paar uur komen er larven uit. De larven komen dan het lichaam van de amfibie binnen via de oogkassen of de neusgaten. Vanwege hun snelle groei verlaten de larven het lichaam van de amfibie in minder dan een week en migreren naar de grond om te verpoppen. Over het algemeen hebben ze ongeveer negen dagen nodig om uit te groeien tot volwassen vleesvliegen.
Studies hebben aangetoond dat typisch parasitisme door Lucilia silvarum fataal is geweest voor de anuran-gastheer, maar een studie heeft aangetoond dat er twee soorten kikkers zijn, de boskikker en de boreale pad, die de plaag kunnen overleven.

## Forensisch onderzoek
In de Verenigde Staten en Canada is deze vlieg meestal de eerste soort die op lijken verschijnt. Dit zorgt ervoor dat het van groot belang is voor forensische wetenschappers, omdat het helpt bij het bepalen van het tijdstip van overlijden van een persoon.
De larven vervellen meerdere keren tijdens hun ontwikkeling. Het is deze vervelling die forensisch onderzoekers in staat stelt om het tijdstip van overlijden in forensische zaken te bepalen. Forensische wetenschappers zijn in staat om de grootte van monddelen te meten, evenals de grootte van de individuele larven om een bereik van overlijden van een overleden persoon te onderscheiden. Het vervellen van larven kan echter ernstig worden gewijzigd als gevolg van het klimaat, de vochtigheid en andere atmosferische omstandigheden en met al deze specifieke zorgen moet rekening worden gehouden voordat een precies tijdstip van overlijden wordt bepaald. In het geval van deze vlieg, als een forensisch entomoloog een leeg puparium zou vinden, zou worden vastgesteld dat de overledene ten minste 20 dagen eerder stierf.